# Termas de Palguín
Termas de Palguín este centro termal se encuentra en la República de Chile, en la Región de la Araucanía, a una distancia de 30 km de Pucón, a 150 km de Temuco y a 54 km de Villarrica muy cercano a este lugar se encuentra el volcán Villarrica. Sus aguas de origen volcánico, fluyen a una temperatura de entre 36º (grados Celsius) y 52.º y contienen litio, potasio, hierro y azufre, existe una piscina al aire libre y 15 pozos termales que se mantienen en casillas de madera y cemento y cuenta con cinco tinas de aguas a una temperatura de 35º. Son indicadas para atender problemas reumáticos, respiratorios, digestivos, de piel y cardíacos. El complejo termal cuenta con un hotel, se accede por ruta enripiada, en buenas condiciones, durante los meses de primavera y verano. 

## Historia
Luis Risopatrón lo describe en su Diccionario Jeográfico de Chile de 1924:: 620 
Palguin (Aguas minerales de) 39° 23'? 71° 47'? Son sulfurosas, calientes i revientan en la parte superior del cajón del mismo nombre, del de Pucon. 63, p. 470; termas Baños de Palguin en 68, p. 37; i Villarrica en 85, p. 174.
Palguin (Aldea) 39° 20' 71° 45'. Es de corto caserío i se encuentra a 390 m de altitud, en la márjen S del curso medio del rio Pucon o Minetúe; trae su oríjen de un fuerte construido en ese sitio, en el mes de abril de 1883. 68, p. 15; 120, p. 196; 134; i 156; fuerte Palquin en 63, p. 469; i 155, p. 510; i aldea en 101, p. 1124.
Palguin (Rio) 39° 23' 71° 47'. Es de corto curso, presenta crecidas en las tardes, que producen cierto enturbiamiento del agua i afluye del S a la marjen S del curso medio del rio Pucon o Minetúe; pasa por el costado de la aldea de aquel nombre. 120, p. 211; i 134; i Palhuin error litográfico en 156.